# Angelo Bossi
 (juin 2023).
Si vous disposez d'ouvrages ou d'articles de référence ou si vous connaissez des sites web de qualité traitant du thème abordé ici, merci de compléter l'article en donnant les références utiles à sa vérifiabilité et en les liant à la section « Notes et références ».
Angelo Bossi, né en 1937 à Tripoli en Libye et mort à Bruxelles en 2021, est un artiste graveur italo-belge.

## Biographie

### Jeunesse et formation
Angelo Bossi naît à Tripoli (Libye) le 28 mars 1937 dans une famille d'origine sarde. Son père est comptable et sa mère pharmacienne. En 1940, au début de la guerre, il rentre en Sardaigne avec son père. En 1947, sa mère meurt en Libye. Son père, lui, meurt en 1950 en Sardaigne. Angelo est orphelin à 13 ans.
Jeune adulte, la passion du dessin le gagne. Après des études secondaires gréco-latines en Sardaigne et à Rome, il suit deux années de Droit à l’université de Padoue.
Il quitte l’Italie en 1961 pour s’installer définitivement en Belgique, à Bruxelles, où il fonde sa famille.
Après une formation en « étude des couleurs » (chromatique), il suit les cours de Georges de Vlamynck à l’Académie Royale des Beaux-arts de Bruxelles. La gravure l’attire : il se forme en lithographie à l’École des Arts d’Ixelles et suit une première formation en gravure, avant de rejoindre, toujours dans la capitale, l’Institut National Supérieur des Arts Visuels de La Cambre, où il suit l'enseignement de Gustave Marchoul, un des principaux graveurs belges du XXe siècle, spécialiste de toutes les techniques de l'estampe.

### Carrière
Angelo Bossi fait, au cours de sa carrière, de nombreuses expositions individuelles et collectives en Belgique, en France, en Allemagne, en Italie et en Sardaigne. Il obtient diverses récompenses dont la médaille du Gouvernement Belge (Académie Royale des Beaux Arts).
Il réalise les gravures du livre-objet Le Livre du Vent en collaboration avec la romancière Liliane Guignabodet et le relieur Camille Lejeune.
Il enseigne l’Histoire et les techniques de gravure à Charleroi et est membre de jurys de fin d’études à l’Académie Royale des Beaux-arts de Bruxelles.
Il pratique la gravure pendant plus de 30 ans est acquiert une maîtrise complète du médium.
Il arrête subitement sa pratique à la suite d'un accident cardiovasculaire. Pour garder son autonomie dans sa création, il trouve d’autres moyens d’exprimer sa perception du monde et sa créativité et choisit de travailler le métal. Il dessine, crée à partir de diverses matières de récupération.
Angelo Bossi meurt à Forest (Bruxelles) le 4 décembre 2021 à l'âge de 84 ans.

## Œuvre

### Technique
Son art de prédilection est la gravure, dont il maîtrise de nombreuses techniques, telles que la taille douce, la gravure sur bois et la lithographie.
Il est aussi dessinateur, peintre (gouache, pastel, aquarelle, huile,...).
Dans ses œuvres il mélange fréquemment les techniques.

### Inspiration
Son œuvre est avant tout figurative, ce qui ne veut pas dire réaliste, car il crée à travers elle un monde qui lui est propre. Paul Caso souligne chez lui « un goût du baroque et le recours à une dramaturgie personnelle qui donne [à son œuvre] de l’éclat et du muscle […] C’est un puissant inventeur. »
Il travaille beaucoup sur la variation, ce qui lui permet de développer toutes les facettes d’une situation ou d’un personnage.
L’artiste puise son inspiration dans l’observation du monde qui l’entoure et dans ses très nombreuses lectures : romans, biographies, mythes, légendes, nouvelles, mais aussi proverbes, théâtre et poésie. Il apprécie particulièrement la Renaissance
Il travaille le nombre d'or, toutes les formes géométriques et l’abstraction, et développer une curiosité pour les sciences en général. Il fait passer dans son art, toujours avec intégrité et sincérité, sa vision critique, acerbe, humoristique, mais aussi tendre, parfois désenchantée, de la société. Son œuvre ne cherche pas à faire passer un « message » mais est l’expression de sa vie dans son époque, de ses ressentis et réflexions sur tant de sujets : les jeux, les femmes, le couple, la famille, les faits de société, les mythologies, l’Eglise, l’histoire.
Cette approche éclectique en fait un artiste difficilement classable.

### Extraits d'articles de presse
« Le message d’Angelo Bossi m’a surtout frappé. Le monde est un théâtre burlesque, chacun joue son rôle et reçoit sa part, une variante sur la définition de Vondel pourrait être la signification de "l’incentive' (motivation) de Bossi. (...) Durant une interview, l’artiste a déclaré que la plupart de ses tableaux se situent entre deux de ses peintures "la naissance d’un clown" et 'la fin d’une mascarade". [...] Donc pas une plainte mais bien une moquerie prudente à distance, après avoir enfoui la réalité cruelle il retrouve les jeux d’enfant. [...] Avec ceci, Bossi a placé son art sur le plan émotionnel. Dans chaque vrai artiste il y a quelque chose d’inaccoutumé, quelque chose de fou, quelque chose de tragique, quelque chose qui le distingue de la moyenne normale. »

« De 1957 à 1974, le style de Bossi a changé. Du "Pèlerin", encre de Chine de 1957 au "Caprice des Dieux", étonnante huile sur tempera, du "Radeau", eau forte de 1972 à "Merdre", litho et linographie de 1974, est-ce la même main ? Non assurément, la technique se perfectionne. La vie est passée sur lui comme sur les autres. La même rigueur de pensée pourtant : Bossi refuse encore et toujours l’inauthentique, les faux-semblants "Prendre des vessies pour des lanternes" : le drame de notre civilisation. Pour renforcer cette sincérité à vivre, depuis quelque temps, Bossi s’arme de symbolique, d’ironie, de satire. Tuer par le rire. Par la guillotine de la dérision. »

« Il a acquis une profonde expérience technique et a surmonté toutes les difficultés des diverses disciplines du genre : eau-forte, lithographie, pointe sèche, manière noire, burin, tout en s’adonnant avec assurance au pastel, à la gouache. C’est dire qu’il a tous les moyens d’expression dont peut rêver un créateur à l’imagination féconde. Une telle richesse de dons et de savoir acquis, ne met pas l’artiste à l’abri d’une certaine incohérence : natures mortes précieuses, scènes de la vie familiale, pamphlets patriotiques, portraits de vieillards, hommage à Mao et à Rembrandt, exécutions capitales, sexe des anges, mante religieuse, croque mort, diables aux visages multiples ne sont qu’une petite part de ses sujets favoris.  Angelo Bossi qui aime les hommes mais voue une animosité en forme de dérision à la société où nous vivons est certainement une personnalité de calibre authentique. »

« Angelo Bossi (né en 1937) ancien élève de Gustave Marchoul, expose en force avec gravures, gouaches et dessins. Remarquable technicien, il fait oublier ses techniques, pour ne laisser apparaître qu’un extraordinaire renouvellement des sources d’inspiration. D’une œuvre à l’autre, l’intérêt rebondit.
Chaque gouache isolée et chaque gravure dégagée du tourbillon de l’ensemble nous fascinent par un contenu à la fois philosophique et cosmique.
Angelo Bossi fait tout entrer dans sa vision : "Le clown au repos", "Orange mécanique", "L’amour de la patrie", "Mao", "Rembrandt", "Le sexe des anges", "La crotte du diable" et "La bombe et le Bochiman".
Il n’y a là rien de plaisant, mais un goût du baroque et le recours à une dramaturgie personnelle qui donnent de l’éclat et du « muscle » à cette exposition d’un créateur qui se délivre manifestement des anges et des monstres qui le hantent. C’est un puissant inventeur. »

« Le Livre du vent commence en cette fin janvier, une carrière d’objet précieux. Le relieur Camille Lejeune, la romancière Liliane Guignabodet d’origine bulgare, le graveur Angelo Bossi ont uni leurs talents pour présenter cette édition originale.
Le texte composé de six nouvelles captant la légendaire lutte de la Bulgarie contre l’occupation turque habite un livre toilé vert. Une belle vingtaine de gravures l’accompagne dans un livre jumeau orné d’une plaque de cuivre creusé (une des matrices de l’impression). Un étui abrite le tout. Il rayonne rouge avec des enclaves de tissu folklorique. Le talent d’illustrateur d’Angelo Bossi dompte un trait sensuel qui avec humour et poésie reflète un monde oriental où merveilleux et cruauté s’entremêlent. »

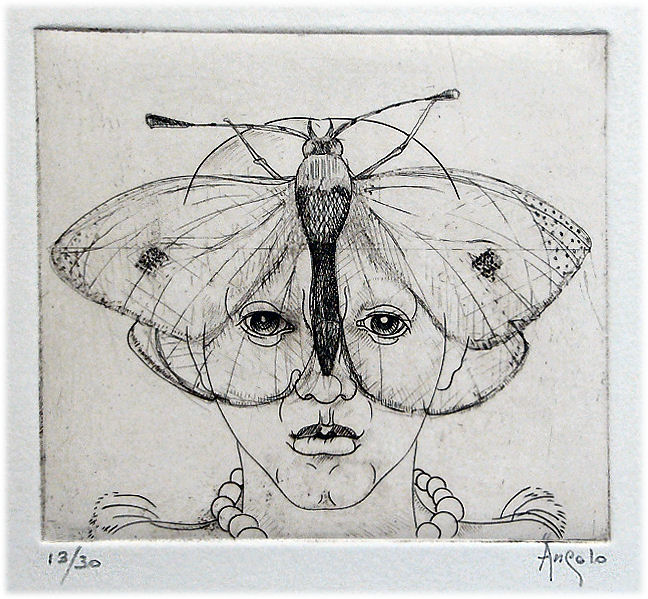
Visage papillon. Taille-douce, 1972
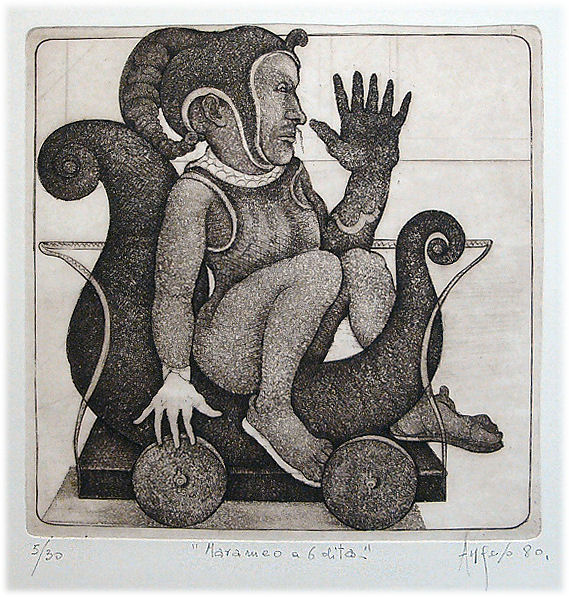
Marameo a 6 dita. Taille-douce, 1980
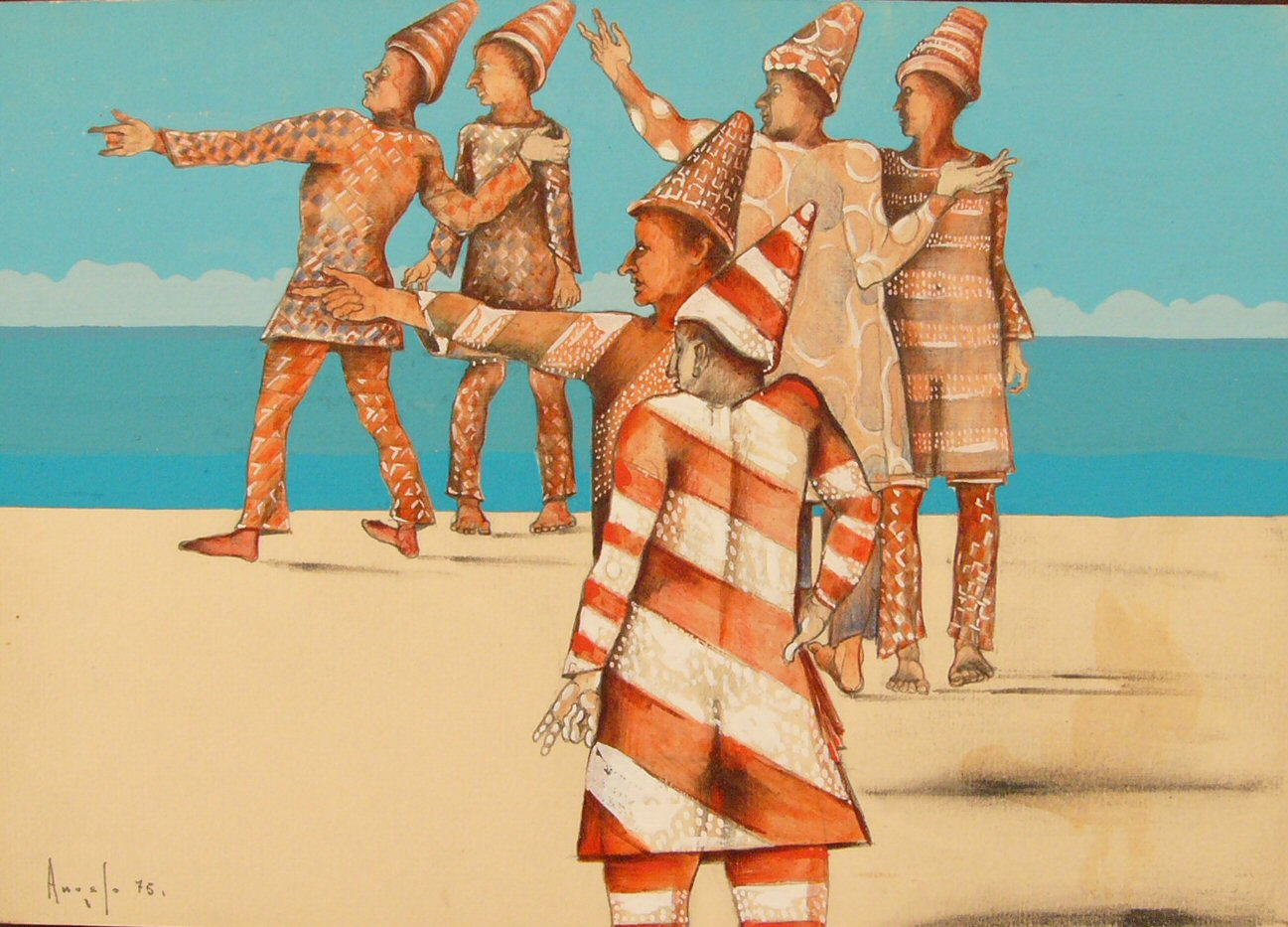
Par là. Gouache, 1975
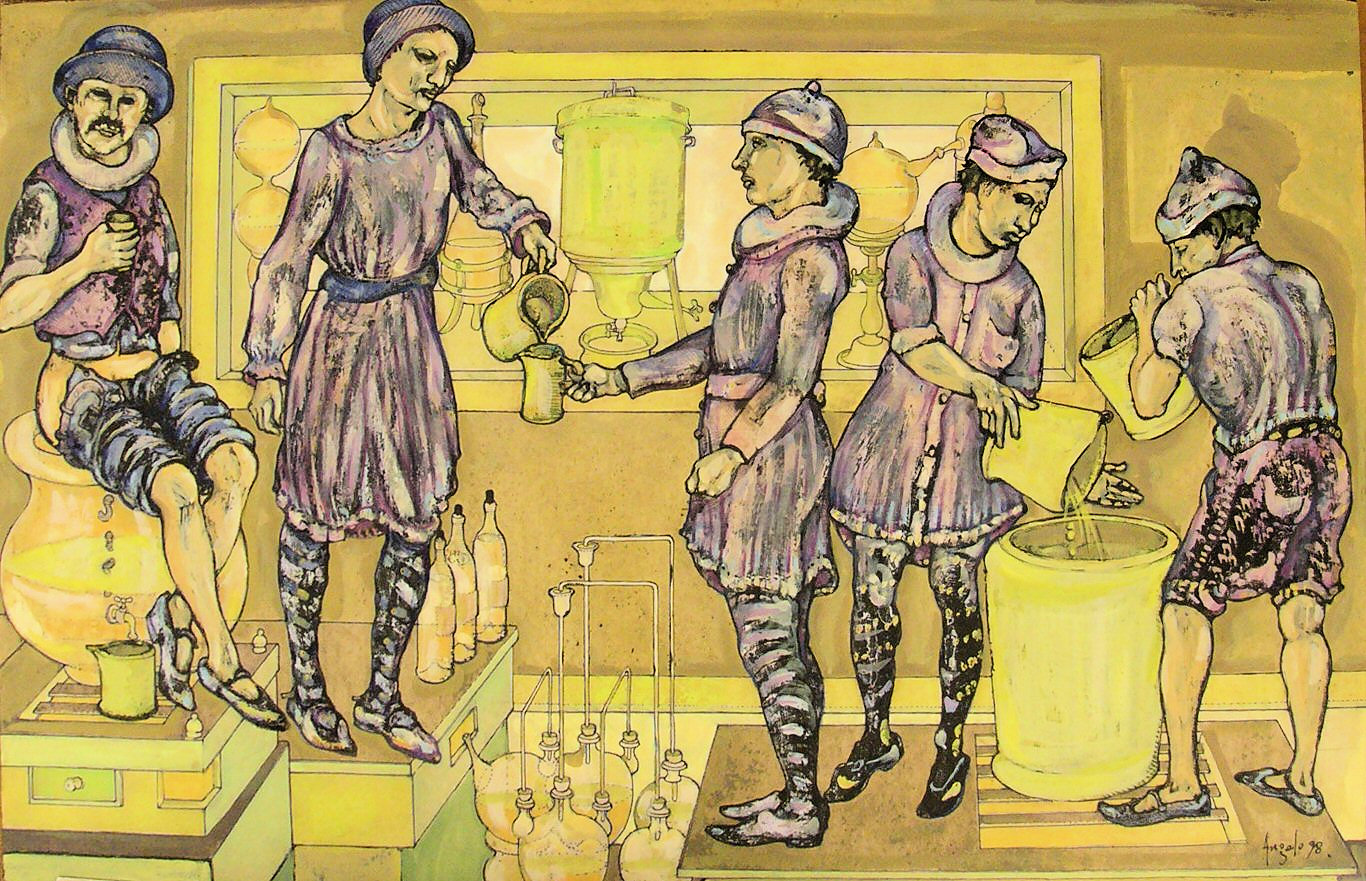
La merde en bouteille. Gouache, 1998
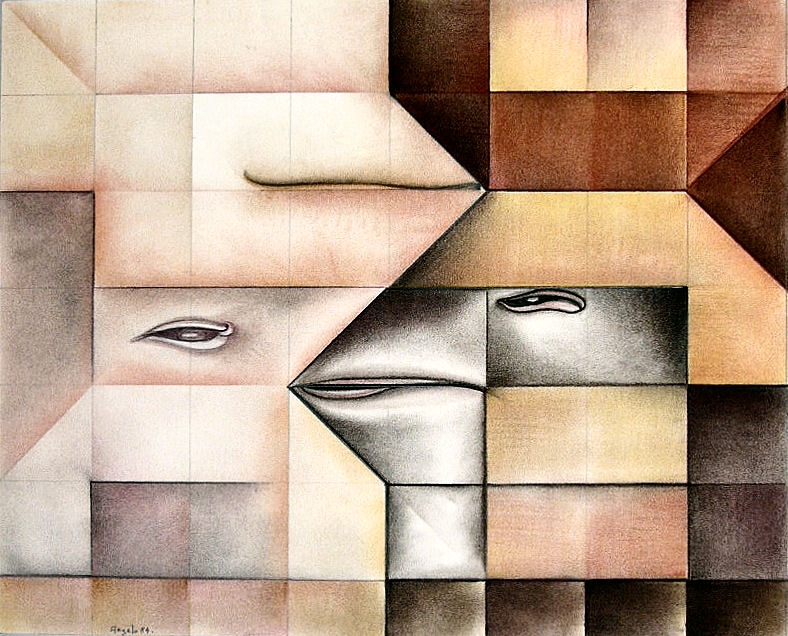
Série géométrique 1-11. Pastel, 1985. Application de la théorie de Charles Leblanc
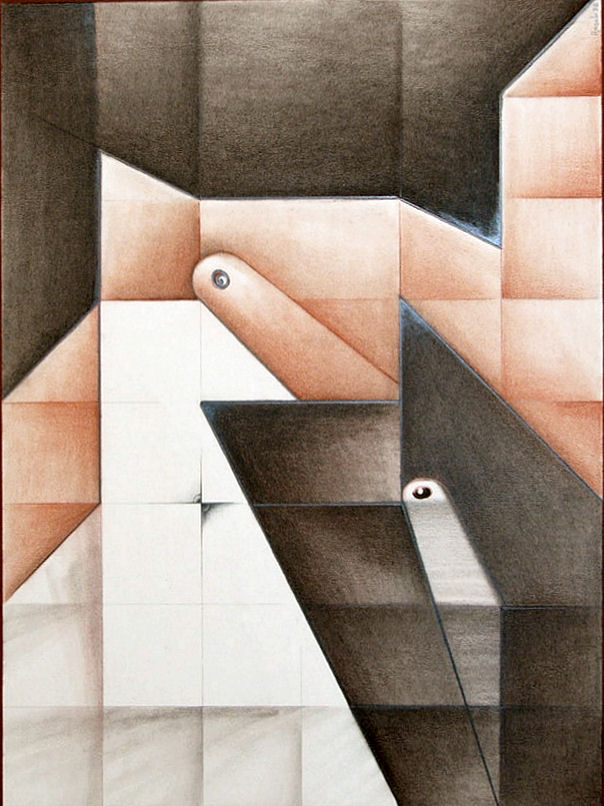
Série géométrique 1-01. Pastel, 1985. Application de la théorie de Charles Leblanc
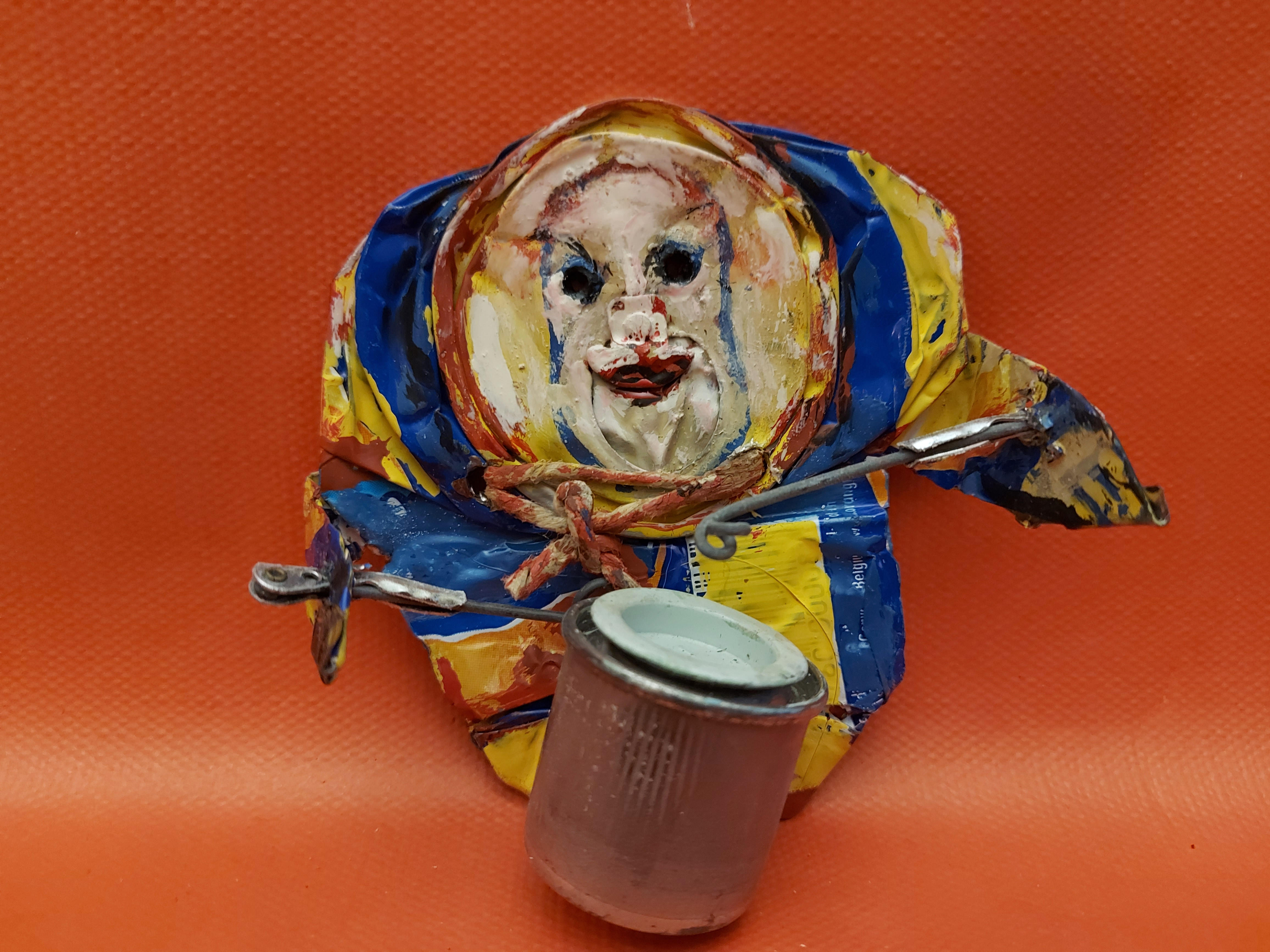
Musicien. Sculpture en métal recyclé, après 2008.
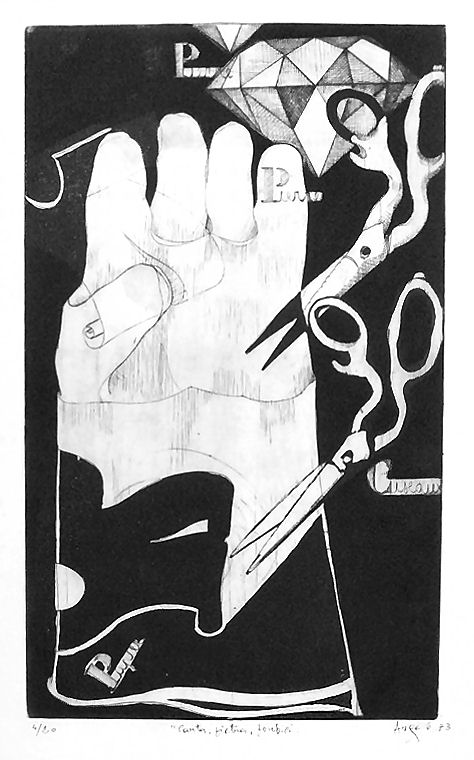
Pierre, papier, ciseaux. Technique mixte : burin et aquatinte, 1973

## Expositions individuelles et collectives
Angelo Bossi a présenté son oeuvre lors de trente expositions personnelles.
Les plus importantes sont : 
- de 1969 à 1978, une dizaine en Sardaigne, (Cagliari-Galleria Degli artisti, Galleria Pennellaccio et à Sassari-Galleria Basilisco),
- de 1979 à 1997, à Bruxelles (Galerie d’Egmont, Centre Culturel Jacques Franck, Galerie Montjoie au Sablon, Galerie Pôle Nord, Cercle Sainte-Anne) et à Heide, Hambourg (Kunst und kulturwochen et Galerie Malkasten Delve).

Il a également participé à une cinquantaine d’expositions collectives avec un nombre variable d'œuvres présentées. Ces nombreuses expositions ont permis de donner un bon aperçu de son travail, principalement à Bruxelles : 
- en 1967 et 1968 à la galerie de l’Abbaye,
- en 1978, 1978, 1980 et 1982 à l’Abbaye de Forest,
- en 1991, 1993, 1994 et 1998 à la galerie Échancrure,
- en 1993, 1995 et 2000 à Ohain.